# Кочерга (річка)
Кочерга  — річка в Україні, ліва притока Самари. Протікає у межах міста Павлоград, перетинає село Веселе Павлоградського району. Довжина річки майже три кілометри. Влітку місцями пересихає. Раніше на території одного з мікрорайонів була облаштована набережна. Зараз Кочерга поросла очеретом і входить до списку 1 500 загублених річок України.

## Галерея

Річка Кочерга
Річка влітку 2010 року